# Sertaconazol
Sertaconazolul este un antifungic derivat de imidazol, fiind utilizat în tratamentul unor micoze topice, precum pitiriazis versicolor, dermatofitoze și candidoze cutanate. Calea de administrare disponibilă este cea topică.